# Japan Regional League
Con il nome Japan Regional League (地域リーグ?, Chiiki Rīgu)  si indicano le leghe calcistiche regionali giapponesi. Le leghe regionali sono 9 e sono ufficialmente a carattere dilettantistico, anche se in essa partecipano, in piccola parte, squadre semi professionistiche e le seconde squadre dei club professionistici.

## Struttura
Il campionato regionale si suddivide in nove leghe, dopo la fine dei campionati, tutti i vincitori delle leghe, si sfidano nelle Regional Promotion Series, e chi vince questa competizione viene promosso in Japan Football League. La seconda classificata ha comunque l'opportunità di salire di categoria solo se rispetta i criteri della Japan Football Association.
Le squadre dei campionati regionali, partecipano anche alla All Japan Senior Football Championship, una competizione di coppa regionale riservata alle squadre non affiliate alla J league o alla JFL. La squadra vincitrice compete alle Regional Promotion Series, la seconda e la terza potrebbero essere ammesse a seconda dei posti disponibili.
Le squadre della Regional league possono anche partecipare alla Coppa dell'Imperatore, ma per accedervi devono fare una partita di qualificazione.

## Retrocessioni dalla Japan Regional League
Le retrocessioni cambiano in base alle regioni, in alcune, retrocedono le ultime due classificate, in altre solo l'ultima o in alcuni casi si effettuano degli spareggi con le squadre prime classificate delle leghe minori. Le squadre che retrocedono, andranno o nelle seconde leghe dei Campionati Regionali o nei Campionati minori delle Prefetture, tutto dipende dalle regole dei singoli campionati.

## Japan Regional League 2024

### Hokkaido Soccer League
| Nome della lega                             | Nomi delle squadre                 | Città                |
| ------------------------------------------- | ---------------------------------- | -------------------- |
| Hokkaido Soccer League 北海道サッカーリーグ | Hokkaido Tokachi Sky Earth         | Obihiro, Hokkaidō    |
| Hokkaido Soccer League 北海道サッカーリーグ | BTOP Hokkaido                      | Kuriyama, Hokkaidō   |
| Hokkaido Soccer League 北海道サッカーリーグ | Sapporo University Goal Plunderers | Ebetsu, Hokkaidō     |
| Hokkaido Soccer League 北海道サッカーリーグ | Norbritz Hokkaido                  | Ebetsu, Hokkaidō     |
| Hokkaido Soccer League 北海道サッカーリーグ | ASC Hokkaido                       | Atsuma, Hokkaidō     |
| Hokkaido Soccer League 北海道サッカーリーグ | Canale Otaru                       | Otaru City, Hokkaidō |
| Hokkaido Soccer League 北海道サッカーリーグ | Hokushukai Iwamizawa               | Iwamizawa, Hokkaidō  |
| Hokkaido Soccer League 北海道サッカーリーグ | Kyokusyuukai FC                    | Asahikawa, Hokkaidō  |

### Tohoku Member of Society Soccer League
| Nome della lega                                                 | Division        | Nome del team                 | Città                |
| --------------------------------------------------------------- | --------------- | ----------------------------- | -------------------- |
| Tohoku Member-of-Society Soccer League 東北社会人サッカーリーグ | Division 1      | Blancdieu Hirosaki FC         | Hirosaki, Aomori     |
| Tohoku Member-of-Society Soccer League 東北社会人サッカーリーグ | Division 1      | Bogolle D. Tsugaru            | Tsugaru, Aomori      |
| Tohoku Member-of-Society Soccer League 東北社会人サッカーリーグ | Division 1      | Cobaltore Onagawa             | Onagawa, Miyagi      |
| Tohoku Member-of-Society Soccer League 東北社会人サッカーリーグ | Division 1      | Fuji Club 2003                | Hanamaki, Iwate      |
| Tohoku Member-of-Society Soccer League 東北社会人サッカーリーグ | Division 1      | F.C. Ganju Iwate              | Hachimantai, Iwate   |
| Tohoku Member-of-Society Soccer League 東北社会人サッカーリーグ | Division 1      | Michinoku Sendai              | Iwanuma, Miyagi      |
| Tohoku Member-of-Society Soccer League 東北社会人サッカーリーグ | Division 1      | Morioka Zebra                 | Morioka, Iwate       |
| Tohoku Member-of-Society Soccer League 東北社会人サッカーリーグ | Division 1      | Shichigahama FC               | Shichigahama, Miyagi |
| Tohoku Member-of-Society Soccer League 東北社会人サッカーリーグ | Division 1      | F.C. Sendai University        | Shibata, Miyagi      |
| Tohoku Member-of-Society Soccer League 東北社会人サッカーリーグ | Division 1      | F.C. La Universidad de Sendai | Sendai, Miyagi       |
| Tohoku Member-of-Society Soccer League 東北社会人サッカーリーグ | Division 2 Nord | Akita FC Cambiare             | Akita, Akita         |
| Tohoku Member-of-Society Soccer League 東北社会人サッカーリーグ | Division 2 Nord | Kuzumaki Club                 | Kuzumaki, Iwate      |
| Tohoku Member-of-Society Soccer League 東北社会人サッカーリーグ | Division 2 Nord | Nippon Steel Kamaishi         | Kamaishi, Iwate      |
| Tohoku Member-of-Society Soccer League 東北社会人サッカーリーグ | Division 2 Nord | Omiya S.C.                    | Morioka, Iwate       |
| Tohoku Member-of-Society Soccer League 東北社会人サッカーリーグ | Division 2 Nord | Oshu United F.C.              | Ōshū, Iwate          |
| Tohoku Member-of-Society Soccer League 東北社会人サッカーリーグ | Division 2 Nord | Saruta Kōgyō                  | Akita, Akita         |
| Tohoku Member-of-Society Soccer League 東北社会人サッカーリーグ | Division 2 Nord | Shichinohe S.C.               | Shichinohe, Aomori   |
| Tohoku Member-of-Society Soccer League 東北社会人サッカーリーグ | Division 2 Nord | TDK Shinwakai                 | Nikaho, Akita        |
| Tohoku Member-of-Society Soccer League 東北社会人サッカーリーグ | Division 2 Nord | Tono Club                     | Tōno, Iwate          |
| Tohoku Member-of-Society Soccer League 東北社会人サッカーリーグ | Division 2 Sud  | Sendai Universität            | Sendai, Miyagi       |
| Tohoku Member-of-Society Soccer League 東北社会人サッカーリーグ | Division 2 Sud  | Iwaki Furukawa F.C.           | Iwaki, Fukushima     |
| Tohoku Member-of-Society Soccer League 東北社会人サッカーリーグ | Division 2 Sud  | Oyama Club                    | Tsuruoka, Yamagata   |
| Tohoku Member-of-Society Soccer League 東北社会人サッカーリーグ | Division 2 Sud  | F.C. Primeiro Fukushima       | Koriyama, Fukushima  |
| Tohoku Member-of-Society Soccer League 東北社会人サッカーリーグ | Division 2 Sud  | Sendai Sasuke F.C.            | Sendai, Miyagi       |
| Tohoku Member-of-Society Soccer League 東北社会人サッカーリーグ | Division 2 Sud  | Merry                         | Fukushima, Fukushima |
| Tohoku Member-of-Society Soccer League 東北社会人サッカーリーグ | Division 2 Sud  | RICOH Industry Tohoku         | Shibata, Miyagi      |
| Tohoku Member-of-Society Soccer League 東北社会人サッカーリーグ | Division 2 Sud  | Nakaniida S.C.                | Miyagi, Miyagi       |
| Tohoku Member-of-Society Soccer League 東北社会人サッカーリーグ | Division 2 Sud  | Chaneaule Koriyama            | Koriyama, Fukushima  |

### Kantō Soccer League
| Nome della lega                        | Division   | Nome dei team                       | Città                 |
| -------------------------------------- | ---------- | ----------------------------------- | --------------------- |
| Kanto Soccer League 関東サッカーリーグ | Division 1 | Vonds Ichihara                      | Ichihara, Chiba       |
| Kanto Soccer League 関東サッカーリーグ | Division 1 | Tokyo 23 F.C.                       | Tokyo                 |
| Kanto Soccer League 関東サッカーリーグ | Division 1 | Joyful Honda Tsukuba                | Tsukuba, Ibaraki      |
| Kanto Soccer League 関東サッカーリーグ | Division 1 | Toho Titanium                       | Tokyo                 |
| Kanto Soccer League 関東サッカーリーグ | Division 1 | Tokyo United                        | Tokyo                 |
| Kanto Soccer League 関東サッカーリーグ | Division 1 | Nankatsu S.C.                       | Tokyo                 |
| Kanto Soccer League 関東サッカーリーグ | Division 1 | Aries Tokyo                         | Tokyo                 |
| Kanto Soccer League 関東サッカーリーグ | Division 1 | Toin University of Yokohama F.C.    | Yokohama, Kanagawa    |
| Kanto Soccer League 関東サッカーリーグ | Division 1 | Tokyo International University F.C. | Tokyo                 |
| Kanto Soccer League 関東サッカーリーグ | Division 1 | Vertfee Yaita                       | Yaita, Tochigi        |
| Kanto Soccer League 関東サッカーリーグ | Division 2 | R.K.D. Ryugasaki                    | Ryūgasaki, Ibaraki    |
| Kanto Soccer League 関東サッカーリーグ | Division 2 | Nihon University                    | Tokyo                 |
| Kanto Soccer League 関東サッカーリーグ | Division 2 | Tonan Maebashi                      | Maebashi, Gunma       |
| Kanto Soccer League 関東サッカーリーグ | Division 2 | Hitachi Building System S.C.        | Tokyo                 |
| Kanto Soccer League 関東サッカーリーグ | Division 2 | Coedo Kawagoe                       | Kawagoe, Saitama      |
| Kanto Soccer League 関東サッカーリーグ | Division 2 | Atsugi Hayabusa                     | Atsugi City, Kanagawa |
| Kanto Soccer League 関東サッカーリーグ | Division 2 | Esperanza SC                        | Yokohama, Kanagawa    |
| Kanto Soccer League 関東サッカーリーグ | Division 2 | Yokohama Takeru                     | Yokohama, Kanagawa    |
| Kanto Soccer League 関東サッカーリーグ | Division 2 | Sakai Trinitas                      | Sakaimachi, Ibaraki   |
| Kanto Soccer League 関東サッカーリーグ | Division 2 | Aventura Kawaguchi                  | Kawaguchi, Saitama    |

### Hokushinetsu Football League
| Nome della lega                                       | Division   | Nome dei team                                 | Città                 |
| ----------------------------------------------------- | ---------- | --------------------------------------------- | --------------------- |
| Hokushinetsu Football League 北信越フットボールリーグ | Division 1 | Fukui United                                  | Fukui, Fukui          |
| Hokushinetsu Football League 北信越フットボールリーグ | Division 1 | Artista Asama                                 | Tōmi, Nagano          |
| Hokushinetsu Football League 北信越フットボールリーグ | Division 1 | Niigata University of Health and Welfare F.C. | Niigata, Niigata      |
| Hokushinetsu Football League 北信越フットボールリーグ | Division 1 | Toyama Shinjo Club                            | Toyama, Toyama        |
| Hokushinetsu Football League 北信越フットボールリーグ | Division 1 | Japan Soccer College                          | Seiro, Niigata        |
| Hokushinetsu Football League 北信越フットボールリーグ | Division 1 | Niigata University of Management              | Kamo, Niigata         |
| Hokushinetsu Football League 北信越フットボールリーグ | Division 1 | S.R. Komatsu                                  | Komatsu, Ishikawa     |
| Hokushinetsu Football League 北信越フットボールリーグ | Division 1 | Sakai Phoenix                                 | Sakai, Fukui          |
| Hokushinetsu Football League 北信越フットボールリーグ | Division 2 | Antelope Shiojiri                             | Shiojiri, Nagano      |
| Hokushinetsu Football League 北信越フットボールリーグ | Division 2 | F.C. Hokuriku                                 | Kanazawa, Ishikawa    |
| Hokushinetsu Football League 北信越フットボールリーグ | Division 2 | Libertas Chikuma                              | Chikuma, Nagano       |
| Hokushinetsu Football League 北信越フットボールリーグ | Division 2 | F.C. Matsucelona                              | Matsumoto, Nagano     |
| Hokushinetsu Football League 北信越フットボールリーグ | Division 2 | C.U.P.S. Seirō                                | Seirō, Niigata        |
| Hokushinetsu Football League 北信越フットボールリーグ | Division 2 | N-Style Toyama                                | Toyama City, Toyama   |
| Hokushinetsu Football League 北信越フットボールリーグ | Division 2 | NUHW F.C.                                     | Niigata City, Niigata |
| Hokushinetsu Football League 北信越フットボールリーグ | Division 2 | Lion Power Komatsu                            | Komatsu, Ishikawa     |

### Tōkai Adult League
| Nome della lega                                    | Divisione  | Nomi delle squadre     | Città                       |
| -------------------------------------------------- | ---------- | ---------------------- | --------------------------- |
| Tōkai Adult Soccer League 東海社会人サッカーリーグ | Division 1 | Chukyo University F.C. | Toyota, Aichi               |
| Tōkai Adult Soccer League 東海社会人サッカーリーグ | Division 1 | Fujieda City Hall S.C. | Fujieda, Shizuoka           |
| Tōkai Adult Soccer League 東海社会人サッカーリーグ | Division 1 | Gakunan F. Mosuperio   | Gakunan, Shizuoka           |
| Tōkai Adult Soccer League 東海社会人サッカーリーグ | Division 1 | F.C. Ise-Shima         | Shima, Mie                  |
| Tōkai Adult Soccer League 東海社会人サッカーリーグ | Division 1 | Yazaki Valente         | Shimada, Shizuoka           |
| Tōkai Adult Soccer League 東海社会人サッカーリーグ | Division 1 | F.C. Kariya            | Kariya, Aichi               |
| Tōkai Adult Soccer League 東海社会人サッカーリーグ | Division 1 | Sports & Society Izu   | Izu, Shizuoka               |
| Tōkai Adult Soccer League 東海社会人サッカーリーグ | Division 1 | Wyvern F.C.            | Kariya, Aichi               |
| Tōkai Adult Soccer League 東海社会人サッカーリーグ | Division 2 | Chukyo University F.C. | Nagoya, Aichi               |
| Tōkai Adult Soccer League 東海社会人サッカーリーグ | Division 2 | Tokoha University F.C. | Hamamatsu, Shizuoka         |
| Tōkai Adult Soccer League 東海社会人サッカーリーグ | Division 2 | A.S. Kariya            | Kariya, Aichi               |
| Tōkai Adult Soccer League 東海社会人サッカーリーグ | Division 2 | Nagara Club            | Gifu, Gifu                  |
| Tōkai Adult Soccer League 東海社会人サッカーリーグ | Division 2 | Tokai Gakuen F.C.      | Miyoshi, Aichi              |
| Tōkai Adult Soccer League 東海社会人サッカーリーグ | Division 2 | F.C. Gifu SECOND       | Gifu, Gifu                  |
| Tōkai Adult Soccer League 東海社会人サッカーリーグ | Division 2 | Vencedor Mie           | Tsu City, Mie               |
| Tōkai Adult Soccer League 東海社会人サッカーリーグ | Division 2 | Tokai F.C.             | Nayoga & Yatomo City, Aichi |

### Kansai Soccer League
| Nome della lega                         | Divisione  | Nomi delle squadre     | Città                  |
| --------------------------------------- | ---------- | ---------------------- | ---------------------- |
| Kansai Soccer League 関西サッカーリーグ | Division 1 | Arterivo Wakayama      | Wakayama, Wakayama     |
| Kansai Soccer League 関西サッカーリーグ | Division 1 | Asuka F.C.             | Kashihara, Nara        |
| Kansai Soccer League 関西サッカーリーグ | Division 1 | F.C. AWJ               | Awaji, Hyōgo           |
| Kansai Soccer League 関西サッカーリーグ | Division 1 | Lagend Shiga F.C.      | Shiga, Shiga           |
| Kansai Soccer League 関西サッカーリーグ | Division 1 | Basara Hyōgo           | Akashi, Hyōgo          |
| Kansai Soccer League 関西サッカーリーグ | Division 1 | Hannan University F.C. | Matsubara, Osaka       |
| Kansai Soccer League 関西サッカーリーグ | Division 1 | Cento Cuore Harima     | Kakogawa, Hyōgo        |
| Kansai Soccer League 関西サッカーリーグ | Division 1 | Moriyama Samurai 2000  | Moriyama, Shiga        |
| Kansai Soccer League 関西サッカーリーグ | Division 2 | Kandai F.C.            | Osaka, Osaka           |
| Kansai Soccer League 関西サッカーリーグ | Division 2 | Kobe F.C.              | Kobe, Hyōgo            |
| Kansai Soccer League 関西サッカーリーグ | Division 2 | Kyoto Shiko Club       | Kita-ku, Kyoto         |
| Kansai Soccer League 関西サッカーリーグ | Division 2 | A.C. Middle Range      | Higashiyodogawa, Osaka |
| Kansai Soccer League 関西サッカーリーグ | Division 2 | Ococias Kyoto          | Kyoto, Kyoto           |
| Kansai Soccer League 関西サッカーリーグ | Division 2 | Osaka Korean F.C.      | Ikuno, Osaka           |
| Kansai Soccer League 関西サッカーリーグ | Division 2 | AS. Laranja Kyoto      | Ukyo-ku, Kyoto         |
| Kansai Soccer League 関西サッカーリーグ | Division 2 | St. Andrew's F.C.      | Izumi, Osaka           |

### Chūgoku Soccer League
| Nome della lega                          | Nomi delle squadre               | Città                    |
| ---------------------------------------- | -------------------------------- | ------------------------ |
| Chūgoku Soccer League 中国サッカーリーグ | Fukuyama City                    | Fukuyama City, Hiroshima |
| Chūgoku Soccer League 中国サッカーリーグ | S.R.C. Hiroshima                 | Hiroshima, Hiroshima     |
| Chūgoku Soccer League 中国サッカーリーグ | Mitsubishi Motors Mizushima F.C. | Kurashiki, Okayama       |
| Chūgoku Soccer League 中国サッカーリーグ | Baleine Shimonoseki              | Shimonoseki, Yamaguchi   |
| Chūgoku Soccer League 中国サッカーリーグ | Belugarosso Iwami                | Hamada, Shimane          |
| Chūgoku Soccer League 中国サッカーリーグ | Banmel Tottori                   | Tottori City, Tottori    |
| Chūgoku Soccer League 中国サッカーリーグ | N.T.N. Okayama                   | Bizen, Okayama           |
| Chūgoku Soccer League 中国サッカーリーグ | Yonago Genki                     | Yonago, Tottori          |
| Chūgoku Soccer League 中国サッカーリーグ | International Pacific University | Okayama, Okayama         |
| Chūgoku Soccer League 中国サッカーリーグ | Hatsukaichi F.C.                 | Hatsukaichi, Hiroshima   |

### Shikoku Adult League
| Nome della lega                       | Nomi delle squadre | Città                  |
| ------------------------------------- | ------------------ | ---------------------- |
| Shikoku Adult League 四国社会人リーグ | K.U.F.C. Nankoku   | Nankoku, Kōchi         |
| Shikoku Adult League 四国社会人リーグ | F.C. Tokushima     | Yoshinogawa, Tokushima |
| Shikoku Adult League 四国社会人リーグ | Lebeni Rosso       | Niihama, Ehime         |
| Shikoku Adult League 四国社会人リーグ | R.Velho Takamatsu  | Takamatsu, Kagawa      |
| Shikoku Adult League 四国社会人リーグ | Tadotsu F.C.       | Tadotsu, Kagawa        |
| Shikoku Adult League 四国社会人リーグ | Llamas Kōchi F.C.  | Kōchi, Kōchi           |
| Shikoku Adult League 四国社会人リーグ | Nakamura Club      | Shimanto, Kōchi        |
| Shikoku Adult League 四国社会人リーグ | SONIO Takamatsu    | Tokushima, Tokushima   |

### Kyushu Soccer League
| Nome della lega                         | Nomi delle squadre                 | Città             |
| --------------------------------------- | ---------------------------------- | ----------------- |
| Kyushu Soccer League 九州サッカーリーグ | Nippon Steel & Sumitomo Metal Oita | Ōita, Ōita        |
| Kyushu Soccer League 九州サッカーリーグ | Brew KASHIMA                       | Kashima, Saga     |
| Kyushu Soccer League 九州サッカーリーグ | Itadzuke F.C.                      | Fukuoka, Fukuoka  |
| Kyushu Soccer League 九州サッカーリーグ | J-Lease F.C.                       | Ōita, Ōita        |
| Kyushu Soccer League 九州サッカーリーグ | Kaiho Bank S.C.                    | Okinawa, Okinawa  |
| Kyushu Soccer League 九州サッカーリーグ | Kawasoe Club                       | Saga, Saga        |
| Kyushu Soccer League 九州サッカーリーグ | K.M.G. Holdings F.C.               | Fukuoka, Fukuoka  |
| Kyushu Soccer League 九州サッカーリーグ | NIFS Kanoya F.C.                   | Kanoya, Kagoshima |
| Kyushu Soccer League 九州サッカーリーグ | Nobeoka Agata                      | Nobeoka, Miyazaki |
| Kyushu Soccer League 九州サッカーリーグ | Veroskronos Tsuno                  | Tsuno, Miyazaki   |

## Stagioni passate
- 2015